# Макан-Пельга
Мака́н-Пельга́ (рос. Макан-Пельга) — присілок в Кізнерському районі Удмуртії, Росія.
Населення становить 119 осіб (2010, 144 у 2002).
Національний склад (2002):
- удмурти — 92 %

Урбаноніми:
- вулиці — Велика, Мала, Російська, Семенівка, Чигренівка